# Anisogomphus ceylonicus
Anisogomphus ceylonicus – gatunek ważki z rodziny gadziogłówkowatych (Gomphidae). Endemit Cejlonu; znany jedynie z dwóch okazów odłowionych na dwóch różnych stanowiskach w głębi wyspy. Brak stwierdzeń od 1962 roku.